# Домнич, Егор Петрович
Его́р Петро́вич До́мнич (1906—1985) — старший сержант Рабоче-крестьянской Красной Армии, участник Великой Отечественной войны, Герой Советского Союза (1944).

## Биография
Родился 2 июля 1906 года на хуторе Подгорный (ныне — село Подгорное в Россошанском районе Воронежской области) в крестьянской семье. Получил начальное образование, после чего работал на железной дороге, в машинно-тракторной станции, плодово-ягодной опытной станции. 
С июля 1941 года — на фронтах Великой Отечественной войны. Принимал участие в боях на Воронежском и 1-м Украинском фронтах. Несколько раз был ранен. К октябрю 1943 года старший сержант Егор Домнич был помощником командира сапёрного взвода 936-го стрелкового полка 254-й стрелковой дивизии 52-й армии Воронежского фронта. Отличился во время битвы за Днепр.
1 октября 1943 года во главе группы минёров первым переправился через Днепр к югу от Канева и проделал четыре прохода в минных полях противника, обезвредив около сотни мин. В дальнейшем занимался переправкой бойцов и командиров стрелковых частей на западный берег, только за один день совершил 6 рейсов, переправив около батальона. Когда был уничтожен плот с боеприпасами, несмотря на массированный вражеский огонь, лично отвёз на лодке на плацдарм 20 ящиков боеприпасов, что способствовало успешному отражению вражеской контратаки.
Указом Президиума Верховного Совета СССР «О присвоении звания Героя Советского Союза офицерскому, сержантскому и рядовому составу Красной Армии» от 22 февраля 1944 года за «образцовое выполнение боевых заданий командования при форсировании реки Днепр, развитие боевых успехов на правом берегу реки и проявленные при этом отвагу и геройство» был удостоен высокого звания Героя Советского Союза с вручением ордена Ленина и медали «Золотая Звезда» за номером 2564.
В октябре 1945 года был демобилизован. Проживал в Россоши, работал заместителем директора Воронежской областной плодово-ягодной станции. Умер 28 июля 1985 года.
Был также награждён орденами Отечественной войны 1-й степени и Красной Звезды, рядом медалей.